# 松本肇 (教育評論家)
松本 肇（まつもと はじめ、1970年<昭和45年>10月8日 - ）は、日本の教育評論家。有限会社トライアルコーポレーション代表取締役社長。

## 来歴
神奈川県立川崎南高等学校卒業。立正大学文学部二部地理学科（夜間部）中退。神奈川大学法学部卒業、同大学大学院法学研究科博士前期課程修了。日本福祉大学福祉経営学部医療・福祉マネジメント学科（通信教育部）卒業。放送大学教養学部（通信制）卒業。東京大学大学院教育学研究科大学経営・政策コース科目等履修生単位 一部取得修了 。現在、放送大学大学院修士課程に在籍している。
2006年に学位授与機構（現大学改革支援・学位授与機構）の活用法に関する書籍をエール出版社から発表した。
現在は、国際総合ビューティカレッジ非常勤講師も務めている。